# Chung Hae-won
Chung Hae-won (1 de julho de 1959 – 1 de maio de 2020) foi um futebolista e treinador coreano, que atuava como atacante.

## Carreira
Chung Hae-won fez parte do elenco da Seleção Sul-Coreana de Futebol da Copa do Mundo de 1990 

## Morte
Morreu no dia 1 de maio de 2020 devido a um câncer de fígado.